# Ría de Ares
La ría de Ares es una ría española situada en la provincia de La Coruña, en Galicia.
Está formada por la desembocadura del río Eume. Sus aguas bañan los municipios de Ares, Cabañas y Puentedeume . Dándole su nombre el pueblo de Ares, capitalidad del municipio homónimo, se abre también el puerto de Redes, en el mismo municipio.